# Dario Cerrato
Dario Cerrato (Corneliano d'Alba, Itàlia, 28 de setembre de 1951) és un pilot de ral·li italià, actualment retirat, que disputà el Campionat Mundial de Ral·lis.
Va ser guanyador en dos ocasions del Campionat d'Europa de Ral·lis: l'any 1985 amb un Lancia Rally 037 i l'any 1987 amb un Lancia Delta HF 4WD. A més a més, també va ser-ne subcampió l'any 1990 amb un Lancia Delta Integrale, si bé en aquella ocasió el guanyador va ser el belga Robert Droogmans.
En àmbit nacional, en sis ocasions va guanyar el Campionat d'Itàlia de Ral·lis, els anys 1985, 1986, 1988, 1989, 1990 i 1991.
Dins del Campionat Mundial de Ral·lis, el seu millor resultat va ser una segona posició al Ral·li de Sanremo de l'any 1986 amb un Lancia Delta S4 del equip Jolly Club.